# Spoorlijn Wetzlar - Koblenz
De spoorlijn Wetzlar - Koblenz, ook wel Lahntalbahn genoemd, is een Duitse spoorlijn als lijn 3710 onder beheer van DB Netze.
Het traject tussen Wetzlar en Koblenz fungeerde als onderdeel van de Kanonenbahn tussen Berlijn en Metz (F).
Niet te verwarren met de (Obere) Lahntalbahn tussen Cölbe en Erndtebrück.

## Geschiedenis
Het traject werd door de Nassauische Rhein und Lahn-Eisenbahn-Gesellschaft en de Königliche Eisenbahndirektionen (KED) Wiesbaden in fases geopend:
- 10 januari 1863: Wetzlar - Weilburg
- 14 oktober 1862: Weilburg - Limburg
- 5 juli 1862: Limburg - Nassau
- 9 juli 1860: Nassau - Bad Ems
- 1 juli 1858: Bad Ems - Hohenrhein
- 5 mei 1879: Hohenrhein - Koblenz

## Treindiensten

### Deutsche Bahn
De Deutsche Bahn verzorgt / verzorgde het personenvervoer op dit traject met RB-treinen.
In samenwerking met vectus.
- RB 25 Lahntalbahn: Limburg (Lahn) Rbf - Weilburg - Wetzlar - Gießen

Tot december 2006:
- RB 25 Lahntalbahn: Limburg (Lahn) - Diez - Nassau - Bad Ems - Niederlahnstein - Koblenz Hbf

### Vectus
De vectus verzorgt sinds december 2006 het personenvervoer op dit traject met RB-treinen.
Vectus gebruikt hiervoor treinstellen van het type LINT 27 en LINT 41.
- RB 25 Lahntalbahn: Limburg (Lahn) - Diez - Nassau - Bad Ems - Niederlahnstein - Koblenz Hbf

In samenwerking met DB AG.
- RB 25 Lahntalbahn: Limburg (Lahn) Rbf - Weilburg - Wetzlar - Gießen

## Aansluitingen
In de volgende plaatsen was of is er een aansluiting van de volgende spoorwegmaatschappijen:

### Koblenz
- Moselstrecke spoorlijn tussen Koblenz en Trier
- DB 2630 spoorlijn tussen Keulen en Bingen
- Rechte Rheinstrecke aansluiting naar spoorlijn tussen Köln en Wiesbaden

### Niederlahnstein
- Rechte Rheinstrecke aansluiting naar spoorlijn tussen Köln en Wiesbaden

### Diez
- Aartalbahn spoorlijn tussen Wiesbaden en Diez

### Limburg an der Lahn
- Main-Lahn-Bahn spoorlijn tussen Frankfurt am Main en Limburg an der Lahn
- Oberwesterwaldbahn spoorlijn tussen Limburg an der Lahn en Altenkirchen
- Unterwesterwaldbahn spoorlijn tussen Limburg an der Lahn en Siershahn

### Kerkerbach
- Kerkerbachbahn voormalige smalspoorlijn tussen Kerkerbach en Mengerskirchen

### Weilburg
- Weiltalbahn voormalige spoorlijn tussen Weilburg en Grävenwiesbach

### Stockhausen (Lahn)
- Ulmbachtalbahn voormalige spoorlijn tussen Stockhausen (Lahn) en Beilstein (Dillkreis)

### Leun / Braunfels
- Ernstbahn voormalige smalspoorlijn tussen Braunfels en Philippstein

### Wetzlar
- Solmsbachtalbahn spoorlijn tussen Grävenwiesbach en Wetzlar
- Dillstrecke spoorlijn tussen Siegen en Gießen
- Lollar - Wetzlar voormalige spoorlijn tussen Lollar en Wetzlar

## Elektrificatie

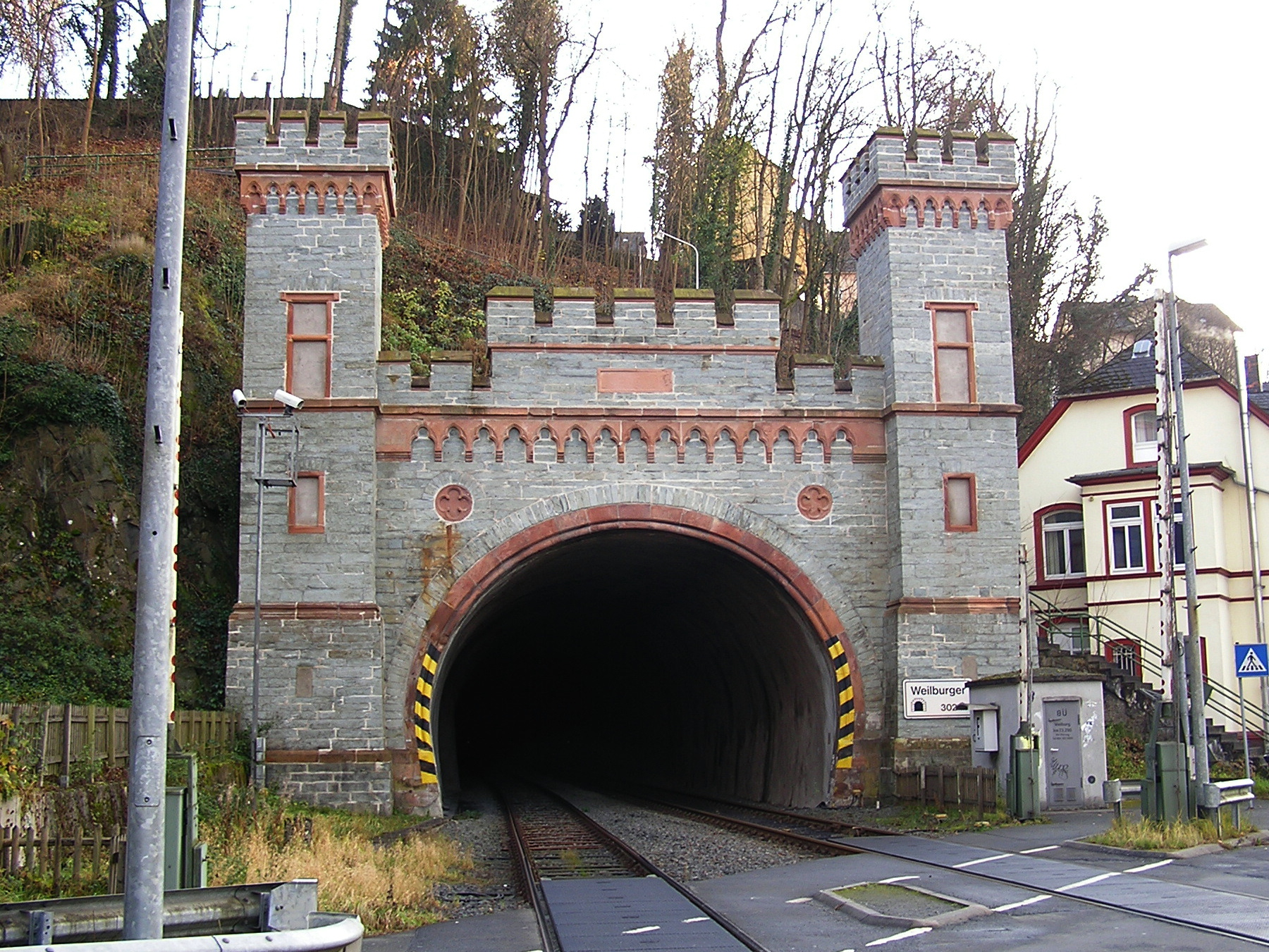
Weilburger Tunnel

Door de vele bochten in het traject is een hoge snelheid niet mogelijk. De Lahntalstrecke is een van de weinige Duitse hoofdtrajecten waar door de aanwezigheid van 18 tunnels en meerdere bruggen een elektrificatie niet mogelijk is.